# Rodrigo Ponce de León (m. 1530)
Rodrigo Ponce de León (m. 1530) fue un noble castellano, titulado II marqués de Zahara, I duque de Arcos, I conde de Casares, IX señor de Marchena y VI de Villagarcía.

## Biografía
Fue hijo de Luis Ponce de León, señor de Villagarcía, y de su mujer (y prima) Francisca Ponce de León y Jiménez de la Fuente, III marquesa de Cádiz, IV y última condesa de Arcos.
Fue aliado de su cuñado Pedro Girón y Velasco en la lucha que este mantuvo por heredar el ducado de Medina Sidonia. El 6 de febrero de 1516, al poco de fallecer el rey Fernando II de Aragón, firmó con Juan Téllez Girón, II conde de Ureña, y su hijo Pedro Girón una confederación de ayuda y mutua protección contra Alonso Pérez de Guzmán y Zúñiga, V duque de Medina Sidonia.
Bajo su patronazgo se construyó la iglesia de Nuestra Señora de la O de Rota. Fue alguacil mayor de Sevilla.
Su cuerpo se encuentra enterrado junto con el de su esposa María en la iglesia de San Pedro Mártir, en Marchena, en la bóveda situada bajo el altar mayor del templo, único reducto que se conserva del convento de Santo Domingo, fundado por el propio Rodrigo en 1517.

## Matrimonios e hijos
Contrajo matrimonio en 1507 con Isabel Pacheco, hija de Diego López Pacheco y Portocarrero, II marqués de Villena, y de su mujer Juana Enríquez), de la cual no tuvo sucesión. 
Con Juana Téllez Girón, hija de Juan Téllez-Girón, II conde de Ureña y señor de Osuna, y de su esposa Leonor de la Vega y Velasco, tuvo a
- Jerónima Ponce de León que murió siendo niña.[3]

Al morir esta, volvió a casarse, esta vez con María Téllez-Girón Lasso de la Vega «la Menor», hermana de la anterior también llamada «María Girón de Archidona», viuda de Enrique de Guzmán, IV duque de Medina Sidonia, con el que había casado siendo niña. María habría fallecido tras un largo período de matrimonio con Rodrigo y de darle hacia el final de su vida dos hijos:
- Ana Ponce de León y Girón, (Marchena, 3 de mayo de 1527-Montilla, 26 de abril de 1601), casada con Pedro I Fernández de Córdoba y Figueroa,[3] IV conde de Feria y madre de la única hija de este, Catalina Fernández de Córdoba y Ponce de León, III marquesa de Priego, que no pudo heredar el condado de Feria. Se hizo monja el 2 de julio de 1554, tras haber enviudado tomando el nombre de «Sor Ana de la Cruz».[3] Fallecida y enterrada en el convento de Santa Clara en Montilla, Sor Ana de la Cruz fue también llamada la "Santa condesa de Feria". Se introdujo causa de beatificación en Roma en 1665, sin que prosperase.
- Luis Cristóbal[3] (Marchena, 28 de agosto de 1528-9 de octubre de 1573), II duque de Arcos.[2]  El duque Rodrigo, en su testamento estableció la tutela y curatela de estos dos niños: «Y porque el dicho Luis, mi hijo, es menor, que no ha cumplidos dos años y tiene necesidad de tutor y governador que administre su persona y casa y mayorazgo...».[4] Un rol que ejerció su tío Juan Téllez-Girón, el Santo.